# Conopophila
Conopophila és un gènere d'ocells de la família dels melifàgids (Meliphagidae).

## Taxonomia
Segons la Classificació del Congrés Ornitològic Internacional (versió 14.2, 2024) aquest gènere està format per tres espècies:
- Conopophila albogularis - menjamel pit-roig.
- Conopophila rufogularis - menjamel gorja-roig.
- Conopophila whitei - menjamel de White.